# Muğanlı (Zaqatala)
Muğanlı è un comune dell'Azerbaigian situato nel distretto di Zaqatala. Conta una popolazione di 2 466 abitanti.